# Hassee
Hassee ist ein Stadtteil der schleswig-holsteinischen Landeshauptstadt Kiel.

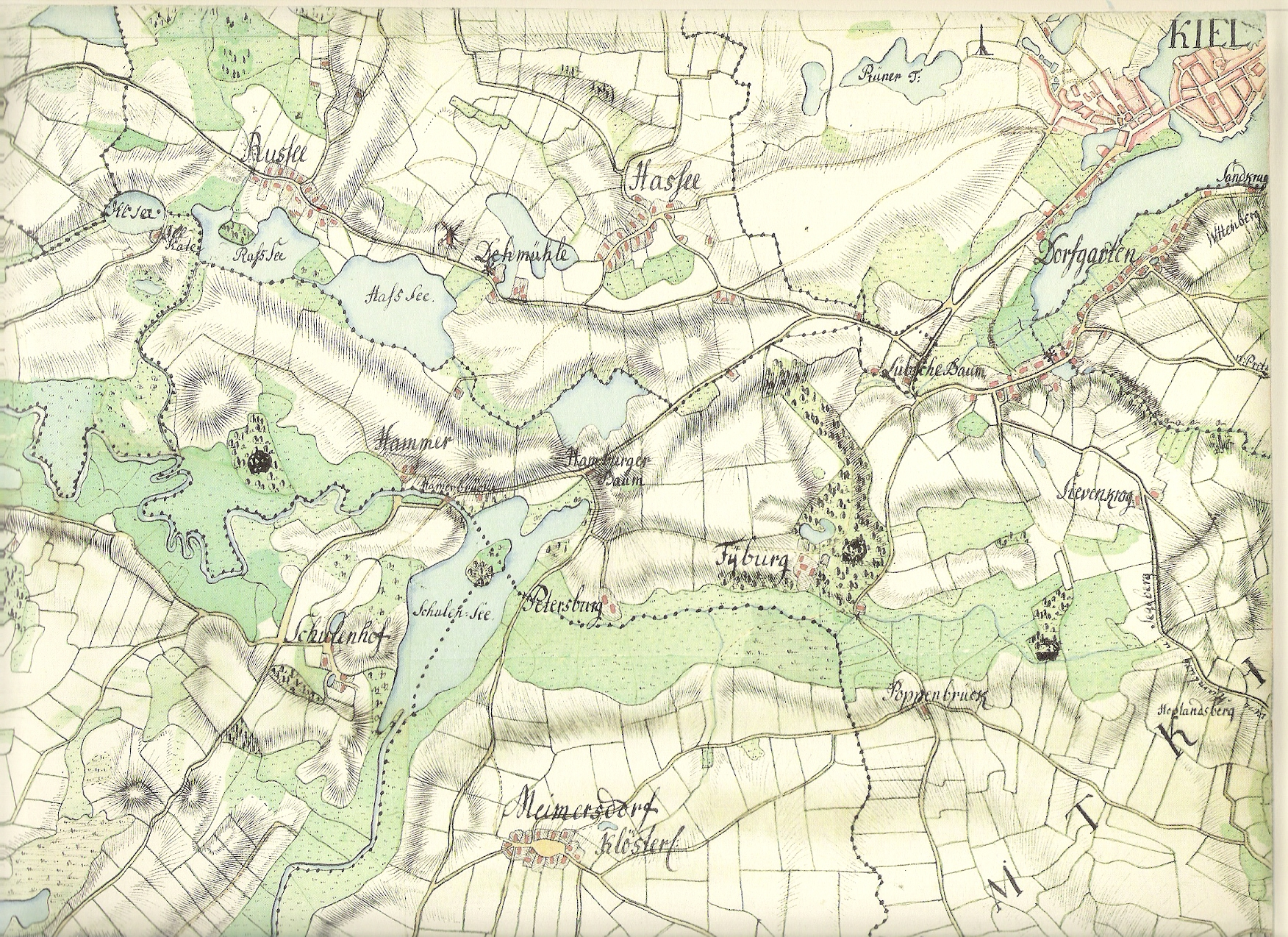
Die Seen Schulensee, Hassee, Russee und Ihlsee (1790). „Haßsee“ ist der heutige Russee, während der damalige „Rußsee“ heute verlandet ist. Der Drachensee (früher Drecksee) nördlich des Schulensees ist eingezeichnet, aber nicht benannt.

## Geschichte

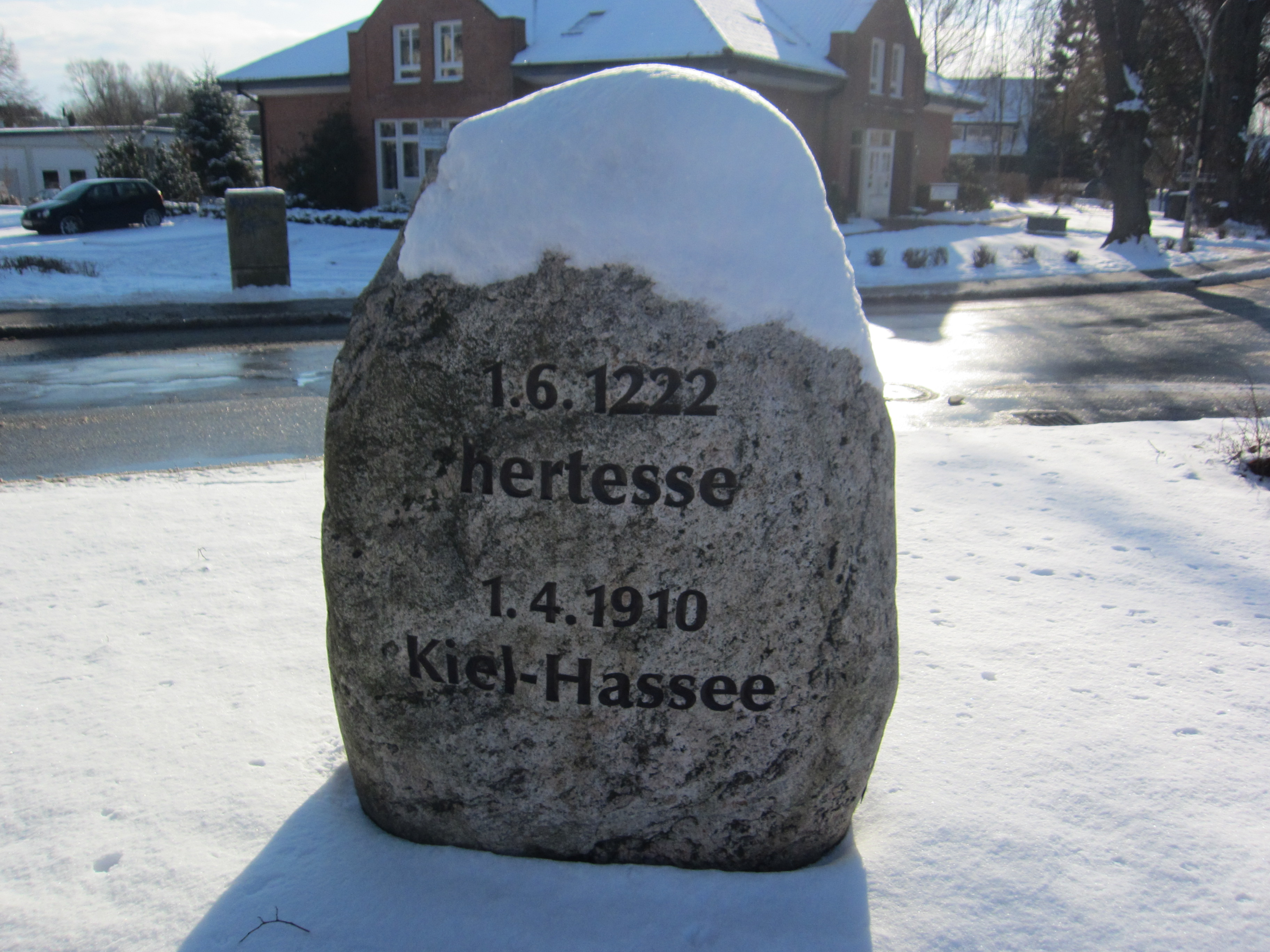
Denkmal des Ortes Hassee

Der Name Hassee geht auf den 1222 urkundlich erwähnten Namen Hertse zurück. Der Name weist auf den Hirschsee hin, der mittlerweile trockengelegt ist. Im Jahre 1667 wurde Hassee mit den heutigen Kieler Stadtteilen Russee, Suchsdorf und Wik sowie den heute noch selbständigen Orten Kronshagen und Ottendorf zu einem Bauernvogtdistrikt zusammengefasst. Die Gemeinde bestand damals aus den drei Dörfern Hassee, Demühlen und Winterbek. 1867 entstand die Provinz Schleswig-Holstein und Hassee wurde eine Gemeinde im Amtsbezirk Kronshagen. 1871 wurde eine „Friedenseiche“ im alten Dorfkern Hassees am Uhlenkrog gepflanzt. Bis 1910 war Hassee eine selbständige Gemeinde. Ein Gedenkstein auf dem sogenannten Schmuckplatz am Bahnhof Hassee mit der Aufschrift „Gemeinde Hassee 1909“ erinnert daran.
Am 1. April 1910 wurde Hassee gemeinsam mit Gaarden-Süd, Hasseldieksdamm, Ellerbek und Wellingdorf in Kiel eingemeindet. Durch die Eingemeindung Hassees wuchs Kiel um 368 ha und 6.564 Einwohner. Einige Straßen in Hassee mussten umbenannt werden, um Verwechslungen zu vermeiden. So hieß zum Beispiel die heutige Hasseer Straße bis 1910 Dorfstraße.

## Stadtteilgrenzen
Die Grenze des Stadtteils verläuft im Norden beginnend im Uhrzeigersinn fortfahrend entlang der Kuhfurtsau, südlich und östlich des Vorderen Russees, westlich des ehemaligen Arbeitserziehungslagers Nordmark, östlich der Achterwehrer Straße, durch den Mühlensee, entlang der Struckdieksau bis zur A215. Die Grenze zum Stadtteil Hasseldieksdamm verläuft nun entlang der Autobahn bis zur Eisenbahnbrücke über die Autobahn. Nun verläuft die Grenze zum Stadtteil Südfriedhof weiter entlang der Autobahn bis zum Autobahnkreuz Kiel-West, weiter östlich der Grundstücke der Arfrade, der Ottweilerstraße und der Stadtrade. Westlich der Kfz-Zulassungsstelle und REWE und südlich der Müllverbrennungsanlage. Die Grenze verläuft weiter entlang der Bahnschienen bis zur Alten Lübecker Chaussee. Die Grenze zum Stadtteil „Gaarden-Süd und Kronsburg“ verläuft nun entlang der Alten Lübecker Chaussee, des Lübscher Baums, des Theodor-Heuss-Rings, der Hamburger Chaussee bis zur Eider. Im Süden grenzt Hassee nun mit Hammer an Schulensee und Mielkendorf. Im Südwesten verläuft die Grenze entlang Eider und Kuhfurtsau.

## Hammer

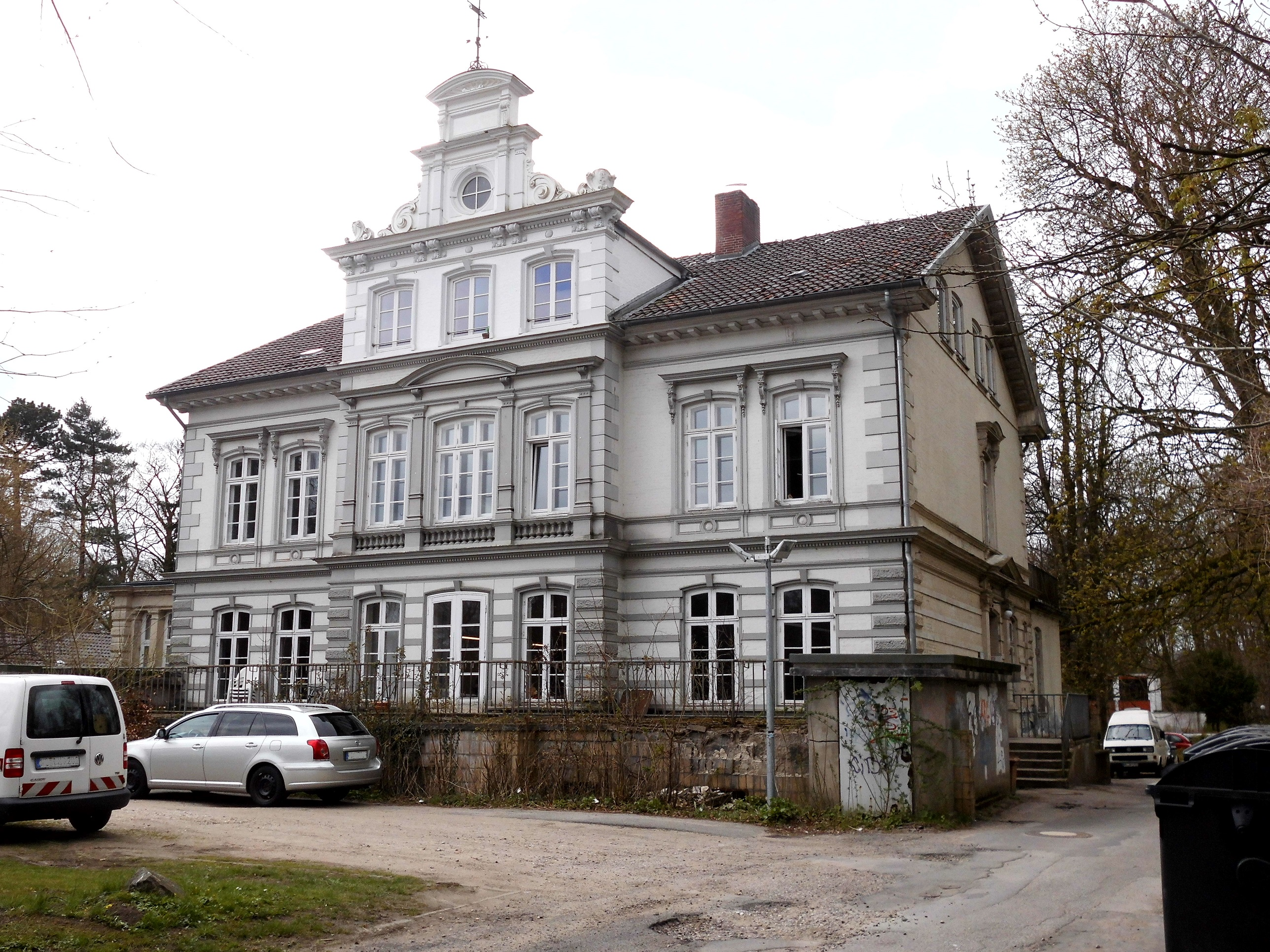
Herrenhaus von 1884

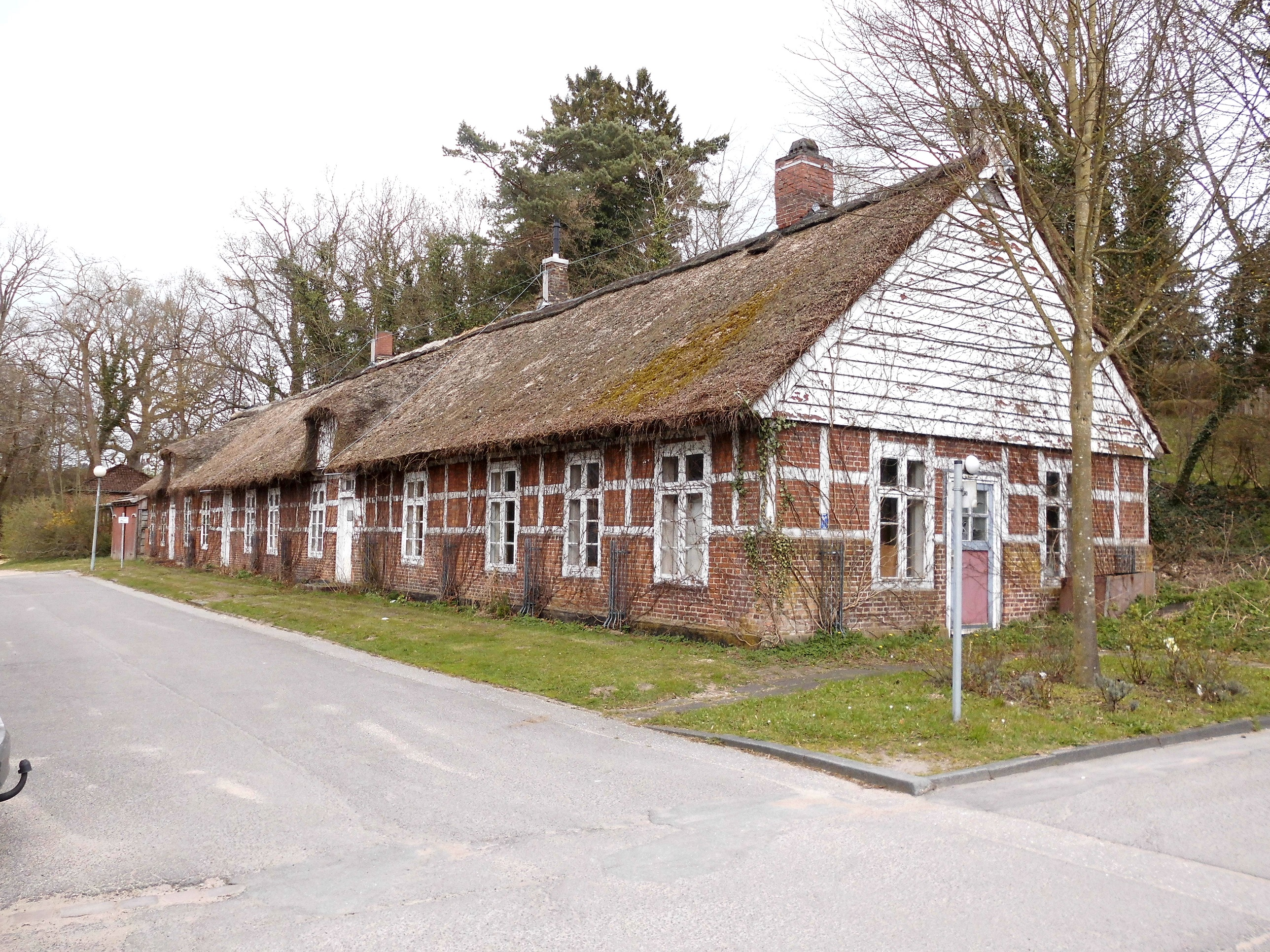
Denkmalgeschützte Kate von 1920

Erstmals erwähnt wurde der Hof Hammer im Kieler Stadtbuch 1264–1289 als Hamere sowie im Kieler Rentebuch 1304 als villa Hamer.
Seit 1769 wurde der landwirtschaftliche Hof Hammer, auch als Gutshof Hammer bezeichnet, von der Stadt Kiel in Erbpacht vergeben. Im Jahr 1884 wurde das Herrenhaus erbaut, das zwischen Speckenbeker Weg und Eiderbrook liegt. 1920 wurde die am Speckenbeker Weg liegende Reetdachkate gebaut, die heute unter Denkmalschutz steht.
Das Gelände des Resthofs umfasst etwa 4 ha. Es diente ab 1933 als Sitz des Reichsarbeitsdienstes. Nach dem Zweiten Weltkrieg entstand dort ein Jugendhof. Seit 1976 wurden die Gebäude u. a. von der Bildungsstätte Hof Hammer, dem städtischen Pflegekinderdienst und den Behindertenwerkstätten der Stiftung Drachensee genutzt.
Im Zuge des Modellverfahrens „Hof Hammer inklusiv“ entstanden ab 2019 auf 12 Baufeldern insgesamt rund 160 Wohneinheiten, die Planungen dafür reichen bis 2011 zurück.
Der Landschaftsplaner Leberecht Migge wurde 1920 mit der Planung der Waldsiedlung Hammer beauftragt. Von 1921 bis 1927 wurden viele Häuser gebaut, die Bauarbeiten wurden 1936 größtenteils abgeschlossen.

## Bekannte Orte im Stadtteil
- Die Eider fließt am Südwestrand des Stadtteils am Ortsteil Hammer entlang.
- Eiderbad Hammer, 1937 auf einer Quellwasserstelle nahe der Eider gegründet.
- Drachensee, zwei Teiche. Die Speckenbeker Au verbindet diese mit dem Vorderen Russee, der über die Kuhfurtsau in die Eider entwässert.
- Uwe-Jens-Lornsen-Schule, 1935 als Hans-Schemm-Schule gegründet, eine Grundschule.

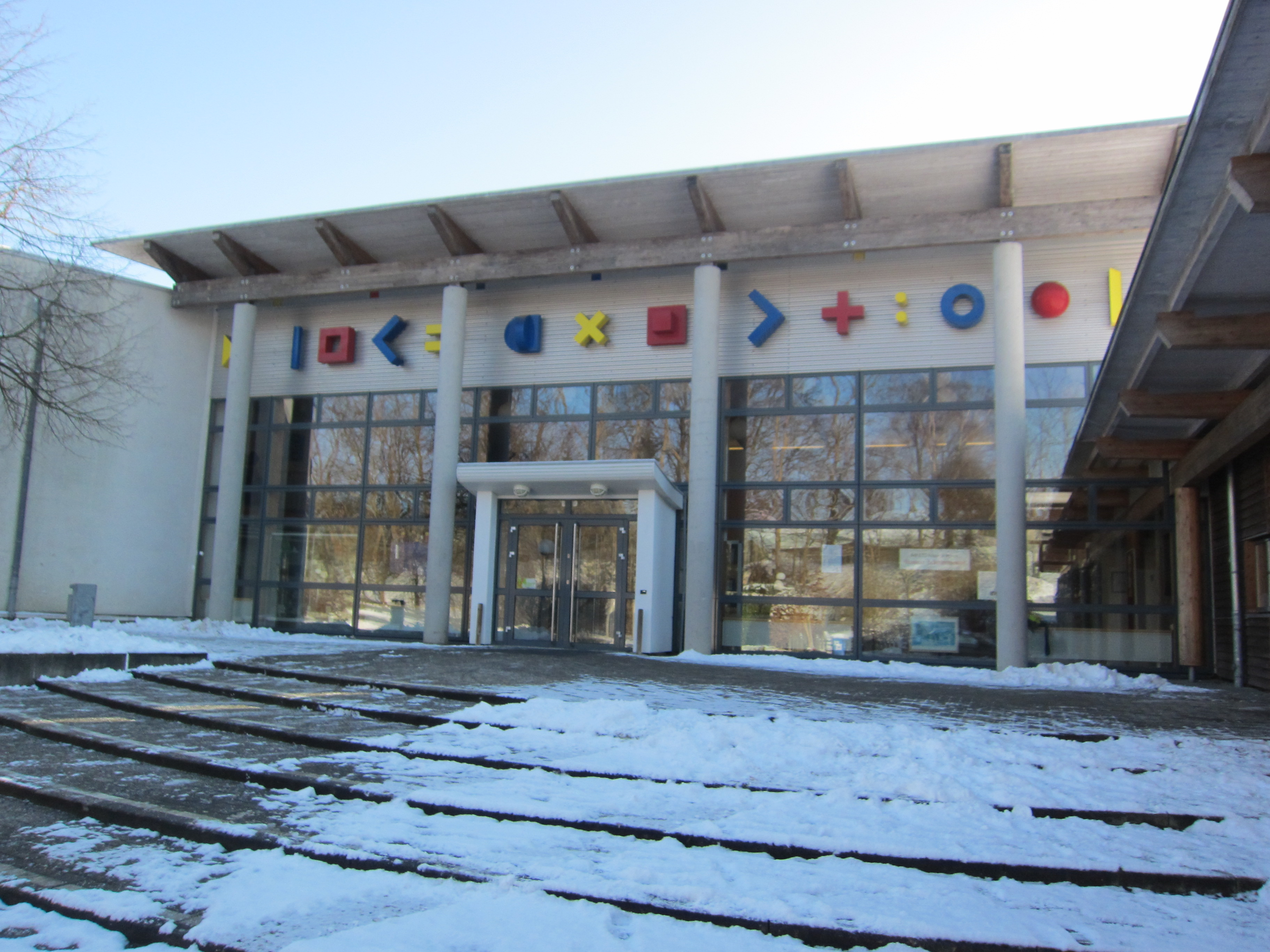
Theodor-Heuss-Schule

- Theodor-Heuss-Schule, 1772 gegründet, Grundschule, betreute Grundschule.
- Gemeinschaftsschule Hassee (mit Oberstufe) mit Helmut-Wriedt-Halle, offene Ganztagsschule
- Die Anstalt des öffentlichen Rechts Offener Kanal Schleswig-Holstein AdöR (OKSH) hat ihren Sitz in Kiel-Hassee.
- Seit 1987 ist hier das Gehörlosenzentrum ansässig, es ist die einzige zentrale Begegnungsstätte in Schleswig-Holstein für 1250 gehörlose Menschen. Träger ist die Arbeitsgemeinschaft zur Förderung Hörgeschädigter im Großraum Kiel e. V. (AGFH). Der Verein bietet Bildungsveranstaltungen, kulturelle Veranstaltungen und Freizeitaktivitäten für Gebärdensprachnutzer im Großraum Kiel an und macht das Gehörlosenzentrum der Öffentlichkeit zugänglich. Das Zentrum dient auch als Plattform für die Begegnung zwischen Gehörlosen und Hörenden. So werden dort seit Jahren beispielsweise Gebärdensprachkurse für hörende Interessierte angeboten.

## Stadtteil
Heute leben in Hassee rund 12.000 Einwohner, 13,9 % von ihnen sind Minderjährige und Kinder und 18,4 % Personen über 65 Jahre. Der Anteil an ausländischer Bevölkerung im Stadtteil beträgt 7,5 %, die Mehrzahl davon in der Altersgruppe von 30 bis 35 Jahren. In Hassee befinden sich die meisten Arbeitsstätten der verarbeitenden Industrie. Rund die Hälfte der Gebäude in Hassee wurden vor 1949 erbaut. Um die Jahrtausendwende sind entlang der A 215 und der B 76, die an Hassee vorbeiführen, mehrere großflächige Einzelhandelskomplexe entstanden.

## Verkehr
Die 1881 eröffnete Bahnstrecke Kiel–Flensburg hat einen Bahnhof in Hassee. Von 1981 bis 2007 wurde dieser nur als Güterbahnhof betrieben. Seit dem Fahrplanwechsel 2007 wird Hassee am CITTI-PARK Kiel stündlich von der Regionalbahn RB 73 Eckernförde–Kiel bedient. Die im Januar 2015 neu eingerichtete Linie RB 75 Kiel-Rendsburg hält auch in Kiel-Hassee. In Tagesrandlage halten auch einzelne Fahrten der RB 72 Kiel-Flensburg.

## Trivia
Der THW Kiel, deutscher Handball-Rekordmeister, wurde in der damals noch eigenständigen Gemeinde Hassee gegründet. Der volle Name des Vereins lautet Turnverein Hassee-Winterbek e. V. von 1904.